# Mixomelia albeola
Mixomelia albeola är en fjärilsart som beskrevs av Rothschild 1916. Mixomelia albeola ingår i släktet Mixomelia och familjen nattflyn. Inga underarter finns listade i Catalogue of Life.